# Midsommarkransen (metropolitana di Stoccolma)
Midsommarkransen è una stazione della metropolitana di Stoccolma.
Localizzata sul territorio della circoscrizione di Hägersten-Liljeholmen, la fermata si trova sulla linea rossa T14 della rete metroviaria locale, collocata fra le stazioni Liljeholmen e Telefonplan.
Venne aperta il 5 aprile 1964, così come tutte le altre stazioni comprese nel tratto T-Centralen-Fruängen.
Ha una sola biglietteria, mentre la piattaforma si trova ad una profondità di 17 metri fra le strade Svandammsvägen e Övre Bergsvägen. La sua progettazione fu affidata agli architetti dello Stockholms Stads Gatukontor, mentre le decorazioni vennero principalmente curate da Lisbet Lindholm, Dag Wallin e Bo Samuelsson. All'interno della stazione pende inoltre una ghirlanda di legno, datata 1979, ornamentata da tre studenti (Anna Flemström, Stina Zetterman e Hans Nilsson) della locale università d'arte Konstfack.
Nel 2009 la stazione è stata mediamente utilizzata da circa 5.100 persone durante un normale giorno feriale.

## Tempi di percorrenza
| Linea | Capolinea     | Tempo  | Stazione                                                  | Tempo                            |
| T14   | Fruängen      | 6 min  | Liljeholmen Slussen Gamla stan T-Centralen Östermalmstorg | 2 min 8 min 10 min 12 min 14 min |
| T14   | Mörby centrum | 27 min | Liljeholmen Slussen Gamla stan T-Centralen Östermalmstorg | 2 min 8 min 10 min 12 min 14 min |